# Tasmanerddrossel
Die Tasmanerddrossel (Zoothera lunulata) ist ein endemisch in Australien vorkommender Singvogel aus der Familie der Drosseln (Turdidae).

## Merkmale
Tasmanerddrosseln erreichen eine Länge von 27 bis 29 Zentimetern und ein Gewicht von 90 bis 120 Gramm. Zwischen den Geschlechtern besteht bezüglich der Gefiederfarbe kein Unterschied. Kopf und Oberseite zeigen eine dichte schwarzbraune schuppige Zeichnung auf hellem olivbraunem Grund. Die Unterseite ist cremefarben und zeigt ebenfalls eine dichte schwarzbraune schuppige Zeichnung. Hand- und Armschwingen sowie die Schwanzfedern sind zeichnungslos braun. Der Schnabel ist dunkelgrau, die Iris schwarz, Beine und Füße sind rötlich.

## Ähnliche Arten
Phänotypisch sind die Himalajaerddrossel (Zoothera dauma) sowie die Heineerddrossel (Zoothera heinei) nur schwer von der Tasmanerddrossel zu unterscheiden. Bestes Unterscheidungsmerkmal der drei Arten ist ihr unterschiedlicher Gesang.

## Verbreitung, Unterarten und Lebensraum
Die Nominatform Zoothera lunulata lunulata kommt im Südosten Queenslands, im Süden von Victoria und in Tasmanien vor. In einigen bergigen Regionen im Nordosten Queenslands ist die Unterart  Zoothera lunulata cuneata heimisch. Zoothera lunulata halmaturina kommt in South Australia (Mount Lofty Ranges, Flinderskette und Kangaroo Island) vor. Bevorzugter Lebensraum sind kühle, feuchte Eukalyptuswälder in Höhen bis zu 1550 Meter.

## Lebensweise
Tasmanerddrosseln ernähren sich in erster Linie von Regenwürmern sowie in geringem  Ausmaß von Insekten, Schnecken und Fallobst. In einer Studie wurde der Anteil an Regenwürmern bei der Ernährung mit 95 % festgestellt. Um die Würmer zu erbeuten, verharren die Vögel zumeist ruhig am Erdboden und lauschen nach den Geräuschen der sich in der Erde bewegenden Würmer. Zu Zeiten, in denen zwei Nestlinge gefüttert werden, wurde 
alle zwei Minuten ein Wurm erbeutet. Der Gesang der Tasmanerddrosseln setzt sich aus einer Serie von melodienreichen Phrasen mit eingestreuten Trillern zusammen.
Das tassenförmige Nest wird aus trockenem Gras, Zweigen und Blättern gefertigt, mit grünem Moos getarnt und weichen Wurzeln  ausgekleidet. Es wird in Sträuchern oder Bäumen in einer Höhe von bis zu 15 Meter angelegt. Ein Gelege besteht typischerweise aus zwei oder drei Eiern. Die Eier haben eine hellgraue oder cremige Farbe und sind rotbraun gesprenkelt. Die Nestlingszeit beträgt 14 Tage.

## Gefährdung
Obwohl die Bestände der Tasmanerddrossel in Australien in einigen Regionen im Rückgang begriffen sind, wird die Art von der Weltnaturschutzorganisation IUCN als „least concern = nicht gefährdet“ geführt. Die Unterart  Zoothera lunulata halmaturina wird lokal als „potentiell gefährdet“ angesehen, da ca. die Hälfte ihres ursprünglichen Lebensraums durch die Landwirtschaft sowie durch Waldbrände verloren ging. Die Art wird zuweilen auch von der eingeführten Amsel (Turdus merula) verdrängt.